# Sela (Tonzeichen)

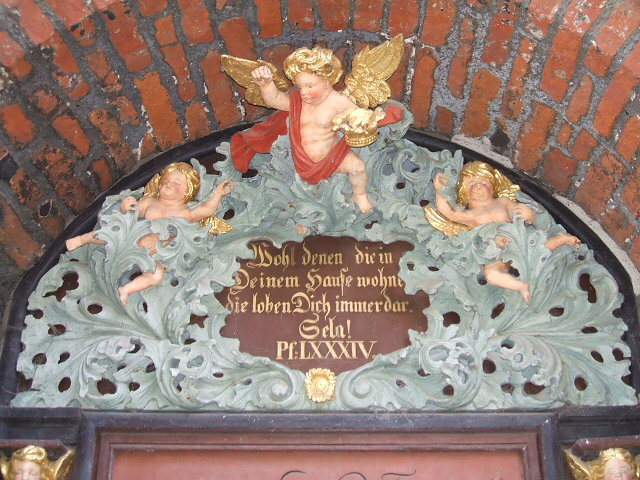
„Sela“ auf einem Tympanon der Nikolaikirche in Stralsund

Sela (hebräisch סֶלָה) ist ein oft wiederkehrendes Tonzeichen in den Psalmen des Tanach bzw. des Alten Testaments. Es wird interpretiert als Angabe eines Ruhepunktes im Gesang, bzw. als Schlusszeichen einer Strophe.
Der Ursprung dieses hebräischen Wortes mit der Schreibung Samech-Lamed-Heh liegt im Dunkeln. Eventuell kommt es von dem ähnlich lautenden Wort Selaʿ (hebräisch סֶלַע), welches „steil aufragender Felsen“, „Echofelsen“ bedeutet. Dann könnte dieses Tonzeichen der Psalmen als Echo oder auch Refrain gedeutet werden. Dazu würde passen, dass dieses Tonzeichen häufig an wichtigen und bedeutenden Passagen in den Psalmen vorkommt, die dann wiederholt wurden.
Die Septuaginta, die griechische Übersetzung des Alten Testaments, gibt das Selah mit διάψαλμα (diapsalma = Zwischenspiel) wieder.
Das Zeichen findet sich auch häufig als Abschluss der Inschrift auf jüdischen Grabsteinen in der Verbindung „Amen – Sela“.